# 佩斯卡塞罗利
佩斯卡塞罗利（義大利語：Pescasseroli），是意大利阿奎拉省的一个市镇。总面积92.35平方公里，人口2252人，人口密度24.4人/平方公里（2009年）。ISTAT代码为066068。

## 友好城市
- 法國 卡斯泰拉讷